# 森那美
森那美有限公司（英語：Sime Darby Berhad；MYX：4197）是一家总部位于马来西亚吉隆坡的企业，主营工业设备、汽车、物流及医疗保健。森那美工业部是卡特彼勒全球代理商之一。
森那美于1910年由英籍商人创立，初期涉及英属马六甲橡胶种植业，之后多元化进入棕油种植业、工业设备贸易、汽车代理商、房地产。2007年，马来西亚三大种植集团，即森那美、金希望（Golden Hope）及牙直利集团（Kumpulan Guthrie），合并为世界种植面积最大的上市企业，合并公司保留森那美名称。
2017年11月，公司分拆为三家各别上市公司：森那美（保留贸易与物流业务），森那美种植和森那美产业。森那美种植与森那美产业即森那美分拆前旗下种植和房地产业臂膀。但分拆後，3家公司當日闭市时的股价总和为8.56令吉；相比分拆前掛价8.94令吉，下跌4.25%，或38仙。这也意味著森那美集团的市值，在當日就蒸发了26亿令吉。
2024年11月15日，森那美進入新紀元，改用Sime作為集團品牌，以「Bridging Opportunities 共創未來」為集團精神，推動市場增長與創造永續價值中扮演重要角色。